# نیلوفر آبی استرالیای شمالی
 نیلوفر آبی استرالیای شمالی(نام علمی: Nymphaea macrosperma) نام یک گونه از سرده نیلوفر آبی است.